# Choristoneura fumiferana
Choristoneura fumiferana é uma espécie de mariposa da família Tortricidae, nativa do leste dos Estados Unidos e do Canadá. Suas lagartas se alimentam das agulhas de árvores como Picea e abeto. As populações de C. fumiferana podem apresentar grandes flutuações, com surtos significativos que, por vezes, causam alta mortalidade de árvores. O primeiro surto registrado nos Estados Unidos ocorreu por volta de 1807, e, desde 1909, ondas de surtos têm afetado o leste dos Estados Unidos e o Canadá. No Canadá, os principais surtos ocorreram em períodos aproximados de 1910–1920, 1940–1950 e 1970–1980, impactando milhões de hectares de florestas. Estudos de anéis de árvores sugerem que esses surtos têm ocorrido a cada três décadas desde o século XVI, enquanto pesquisas paleoecológicas indicam que C. fumiferana tem causado surtos no leste da América do Norte há milhares de anos.
Os surtos dessa espécie geram impactos econômicos significativos na indústria florestal. Por isso, C. fumiferana é considerada uma das pragas florestais mais destrutivas da América do Norte, sendo utilizados diversos métodos de controle. No entanto, a espécie também tem importância ecológica, pois várias espécies de aves se especializam em se alimentar dessas mariposas durante a temporada de reprodução. Diversas teorias buscam explicar os surtos cíclicos dessa praga.

## Taxonomia
A espécie Choristoneura fumiferana foi nomeada por James Brackenridge Clemens em 1865, sendo reconhecida como representante do gênero  Choristoneura na região neoártica. Inicialmente, o nome abrangia populações de várias regiões geográficas e biótopos. Posteriormente, Choristoneura pinus [en] foi estabelecida como uma espécie distinta. Um grupo do gênero no oeste da América do Norte permaneceu taxonomicamente indefinido como "complexo ocidental" até que T.N. Freeman definiu várias novas espécies em 1967. Coletas de larvas em estágios finais de populações de Choristoneura foram realizadas em diversas localidades, abrangendo desde a costa leste dos Estados Unidos ao longo do Escudo Canadiano até a região do Rio Mackenzie, próximo ao Oceano Ártico. Dessas coletas, apenas as áreas a leste das Montanhas Rochosas apresentaram C. fumiferana. Choristoneura biennis [en] ocorre apenas em regiões florestais subalpinas, tendo como hospedeiros diversos tipos de abeto. Populações das regiões das Montanhas Rochosas ao sul da área de hibridização introgressiva de abetos diferem de C. biennis. Outras espécies do gênero têm pouca ou nenhuma relevância para abetos.

## Distribuição e habitat
A distribuição de Choristoneura fumiferana é a mais ampla entre as espécies do gênero, coincidindo com a área de seus hospedeiros: árvores de abeto e Picea no leste da América do Norte, principalmente no Canadá. Inclui florestas boreais, bem como as regiões florestais dos Grandes Lagos, do norte e das florestas da Nova Inglaterra. Essa distribuição se estende a oeste até o Alasca. A espécie é comumente encontrada em regiões de taiga e florestas sub-boreais.

## Recursos alimentares

### Preferências por plantas hospedeiras

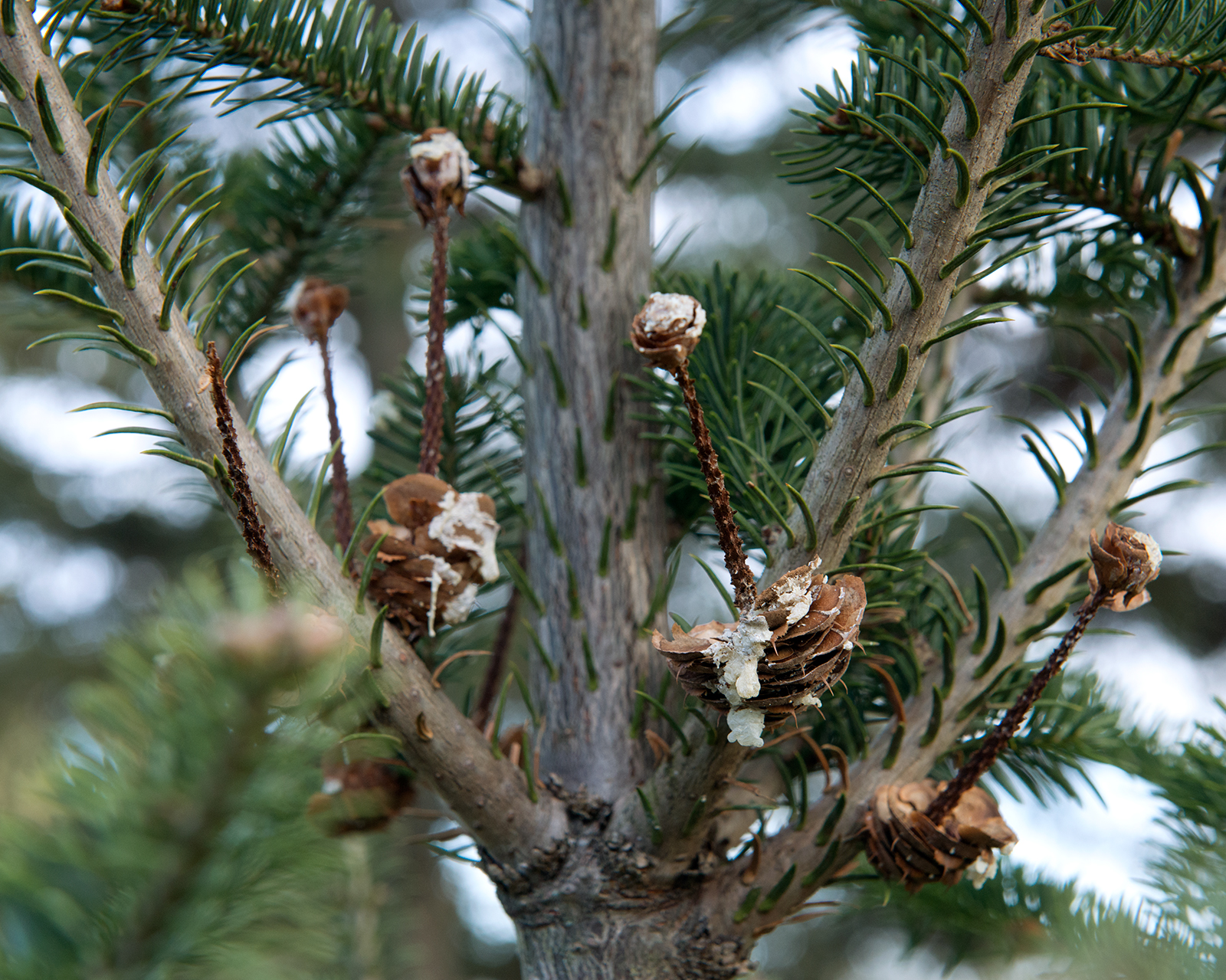
en, uma árvore hospedeira.

Os principais hospedeiros de Choristoneura fumiferana no leste da América do Norte são Abies balsamea [en], pinheiro-do-canadá e Picea mariana. Em surtos massivos, as populações de insetos podem atingir níveis tão altos que as larvas consomem folhagem antiga após esgotar a folhagem do ano corrente.
Tradicionalmente, C. fumiferana prefere Abies balsamea ao pinheiro-do-canadá. No entanto, um estudo apresentou evidências contrárias. Nesse estudo, Bichon coletou amostras de populações de C. fumiferana em galhos das copas superiores de Abies balsamea e pinheiros-do-canadá dominantes ou codominantes, em 20 pontos selecionados aleatoriamente na área do Lago Black Sturgeon, perto de Thunder Bay, Ontário. O número de larvas em estágios finais capturadas em armadilhas de água foi registrado durante o período de dispersão. Os dados indicaram que as copas de pinheiros-do-canadá continham de 2 a 3 vezes mais lagartas do que as de Abies balsamea. Um padrão semelhante foi observado no sub-bosque. Armadilhas sob pinheiros-do-canadá capturaram mais de 3 vezes mais larvas do que aquelas sob Abies balsamea durante a maior parte do período de dispersão.

### Impacto nos hospedeiros

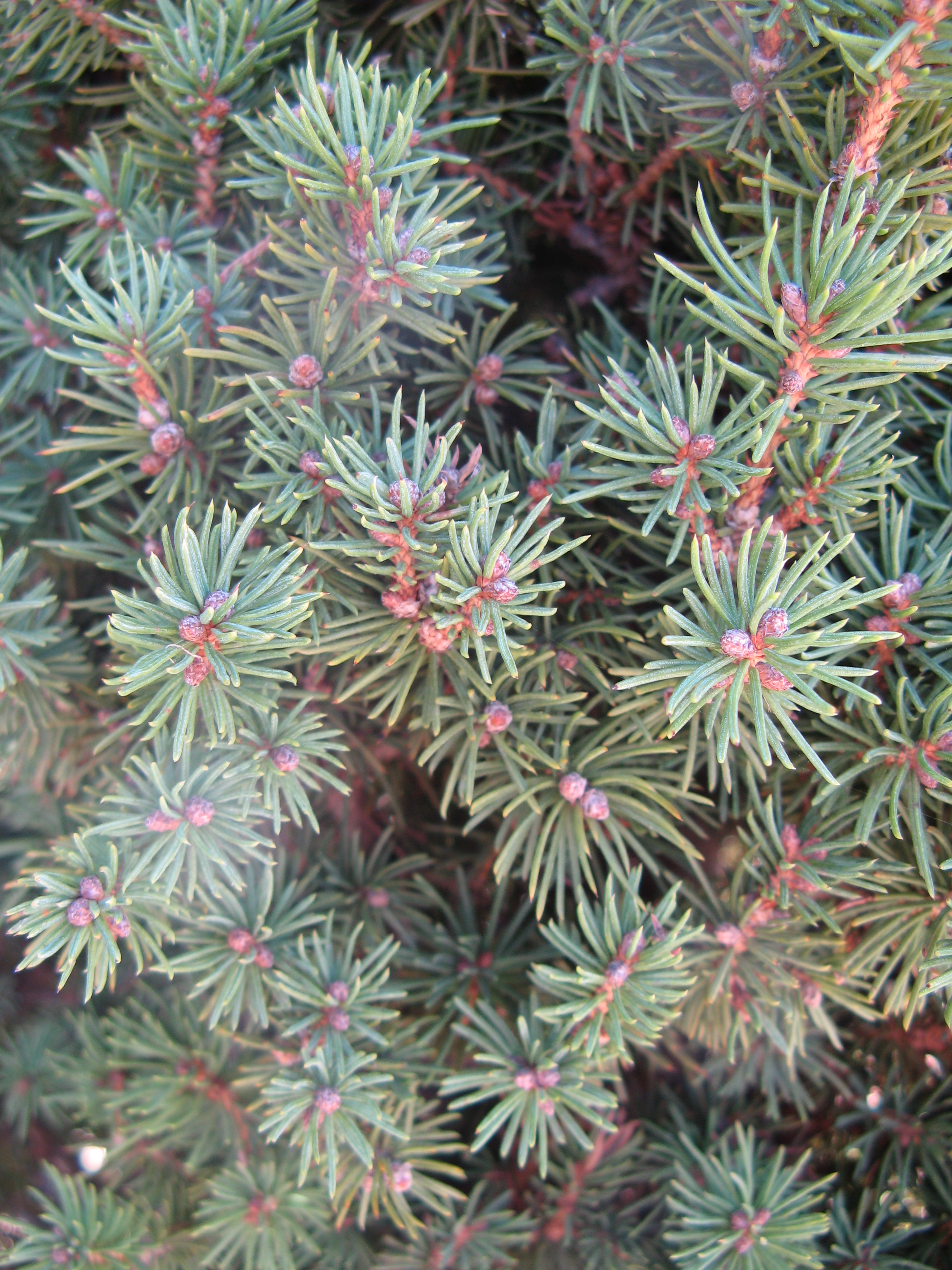
Pinheiro-do-canadá, uma árvore hospedeira.

Abies balsamea é o hospedeiro mais suscetível aos surtos de Choristoneura fumiferana. A defoliação anual da folhagem do ano corrente por 5 a 8 anos pode matar a árvore hospedeira. A defoliação é mais claramente refletida no crescimento radial de A. balsamea. A preferência alimentar por A. balsamea em relação ao pinheiro-do-canadá pode alterar a estrutura e a composição das florestas de abeto-pinheiro. Da mesma forma, a próxima geração de árvores é influenciada pelas larvas em estágios finais que se dispersam para o sub-bosque e se alimentam da regeneração de plantas. Durante um surto em 1957 em Quebec, a mortalidade de A. balsamea foi superior a 75% em povoamentos onde não houve mortalidade relatada entre o componente menor de pinheiros-do-canadá.
Embora A. balsamea seja o hospedeiro preferido, surtos severos já ocorreram em povoamentos de pinheiros-do-canadá nas províncias das Pradarias e nos Territórios do Noroeste, com pouco ou nenhum A. balsamea. O pinheiro-do-canadá é menos suscetível, mas pode sofrer defoliação extrema durante surtos severos. Jovens pinheiros-do-canadá e Picea mariana transplantados para áreas desmatadas foram infestados por dezenas de larvas em estágios finais durante surtos severos no centro-norte de Ontário. A mortalidade de pinheiros-do-canadá também ocorreu no noroeste de Ontário, no distrito de Algoma e em algumas áreas de Novo Brunswick.
Danos significativos também são causados a A. lasiocarpa [en]. Picea rubens [en], em sua distribuição limitada, e Larix laricina [en] também são atacados.

### Escassez de alimento
A escassez de alimento pode ocorrer em populações de Choristoneura fumiferana se elas causarem a morte de uma quantidade significativa de árvores no povoamento, como durante surtos. Quando o alimento se esgota, as larvas se alimentam de folhagem antiga, o que resulta em desenvolvimento mais lento e redução da fecundidade nas fêmeas. No entanto, a escassez de alimento geralmente não leva à mortalidade larval.

### Microbioma
O microbioma do intestino médio de Choristoneura fumiferana é composto principalmente por Pseudomonadota, com predominância do gênero Pseudomonas. Duas espécies específicas desse gênero são P. fluorescens e P. putida. Bactérias dos gêneros Enterococcus e Staphylococcus foram encontradas em menor abundância.
A dieta influencia o microbioma intestinal. Um estudo apontou possíveis consequências negativas da ingestão de Abies balsamea, que pode liberar sucos que afetam adversamente o microbioma do intestino médio.

## Reprodução e ciclo de vida

### Acasalamento

#### Feromônios e escolha de parceiros
Como outras espécies do gênero Choristoneura, as fêmeas produzem feromônios sexuais para atrair machos e aumentar sua atividade sexual. As fêmeas de C. fumiferana emitem aldeídos, usando uma mistura de 95:5 de E- e Z11-tetradecenais (E/Z11-14Ald), enquanto outras espécies de Choristoneura emitem acetatos e álcoois. O feromônio é sintetizado a partir de ácido palmítico por meio de betaoxidação e desaturação Δ11, sendo armazenado como E/Z11-14Ac insaturado.
O tamanho dos machos é um fator importante para o sucesso reprodutivo, mas os machos de C. fumiferana também emitem um feromônio que atrai fêmeas, disponível por meio da alimentação larval e adulta. Durante a tentativa de cópula, os machos exibem seus pincéis de cabelo (coremata) abdominais às fêmeas, que liberam um feromônio volátil e desempenham um papel na atração. A composição química desse feromônio volátil é desconhecida. Alguns estudos sugerem que esses feromônios indicam a qualidade do macho e impedem a aproximação de outros machos.
As fêmeas exibem seleção intersexual, pois investem mais na parentalidade. Os feromônios permitem que elas reconheçam e avaliem os machos como parceiros. Machos de C. fumiferana preferem acasalar com fêmeas virgens.

#### Cópula
As fêmeas de C. fumiferana começam a aceitar machos para cópula no início do dia, com muitas ativas ao pôr do sol. Antes de tentar acasalar, o macho espalha seus pelos abdominais e abana as asas, que possuem um aroma ao qual as fêmeas respondem. As mariposas realizam acasalamento ponta a ponta com genitálias conectadas. Os machos protegem a fêmea durante a cópula prolongada. O acasalamento dura cerca de 3 horas. Tempos de acasalamento mais longos estão correlacionados com maior produção de ovos férteis. Quando o acasalamento é interrompido, a fêmea pode pôr ovos inférteis ou retomar o acasalamento com outros machos. Acasalamentos consecutivos em machos levam a um declínio geral no desempenho reprodutivo: redução da massa do espermatóforo, aumento do tempo de acasalamento e menor quantidade de esperma produzido.

#### Presentes nupciais
Durante a cópula, os machos transferem um espermatóforo contendo nutrientes adicionais para a fêmea, funcionando como um presente nupcial. Esse presente é uma demonstração importante do investimento masculino, pois as fêmeas podem ter poucos ovos maduros para fertilizar ao emergir das pupas. A nutrição larval dos machos influencia a qualidade, tamanho e peso do espermatóforo, com maior nutrição tendo um efeito positivo. Durante períodos de surtos, quando o alimento é mais escasso, as larvas se alimentam de folhagem antiga e recebem menos nutrientes. Machos que se alimentam de folhagem jovem crescem mais, produzem espermatóforos maiores e frequentemente têm mais sucesso em atrair fêmeas.

### Colocação de ovos
As fêmeas depositam uma ninhada por temporada, com os ovos sendo colocados ao longo de vários dias. O número de ovos por massa varia de 1 a cerca de 60, com uma média de 20 ovos por massa. Essas massas são depositadas em 2 a 4 fileiras na folhagem de coníferas, preferencialmente agulhas de Abies balsamea e Picea. Geralmente, as fêmeas podem depositar de 100 a 300 ovos ao longo da vida, com uma média de cerca de 200 ovos. Os ovos eclodem após aproximadamente 10 dias, variando de 8 a 12 dias. Choristoneura fumiferana deposita nas agulhas de árvores hospedeiras no final de junho ou de meados de julho até o início de agosto. Grandes quantidades de massas de ovos são depositadas nos brotos periféricos da copa.

### Aprendizado e seleção de plantas hospedeiras para colocação de ovos
As fêmeas de C. fumiferana são univoltinas (depositam uma ninhada por ano) e devem escolher cuidadosamente os locais de colocação de ovos. A seleção é baseada em sinais químicos, forma e estrutura da cera cuticular do local. Estudos indicam que sensilas importantes para detectar essas informações podem estar localizadas nas pernas da mariposa. Ao avaliar a planta hospedeira, a mariposa tamborila as pernas dianteiras contra a superfície e provavelmente arranha a folha com suas garras tarsais, liberando compostos detectados por seus quimiorreceptores. Fêmeas não acasaladas ou virgens são menos habilidosas em sondar locais de colocação de ovos devido a sensilas não ativadas.

### Ciclo de vida

#### Ovo

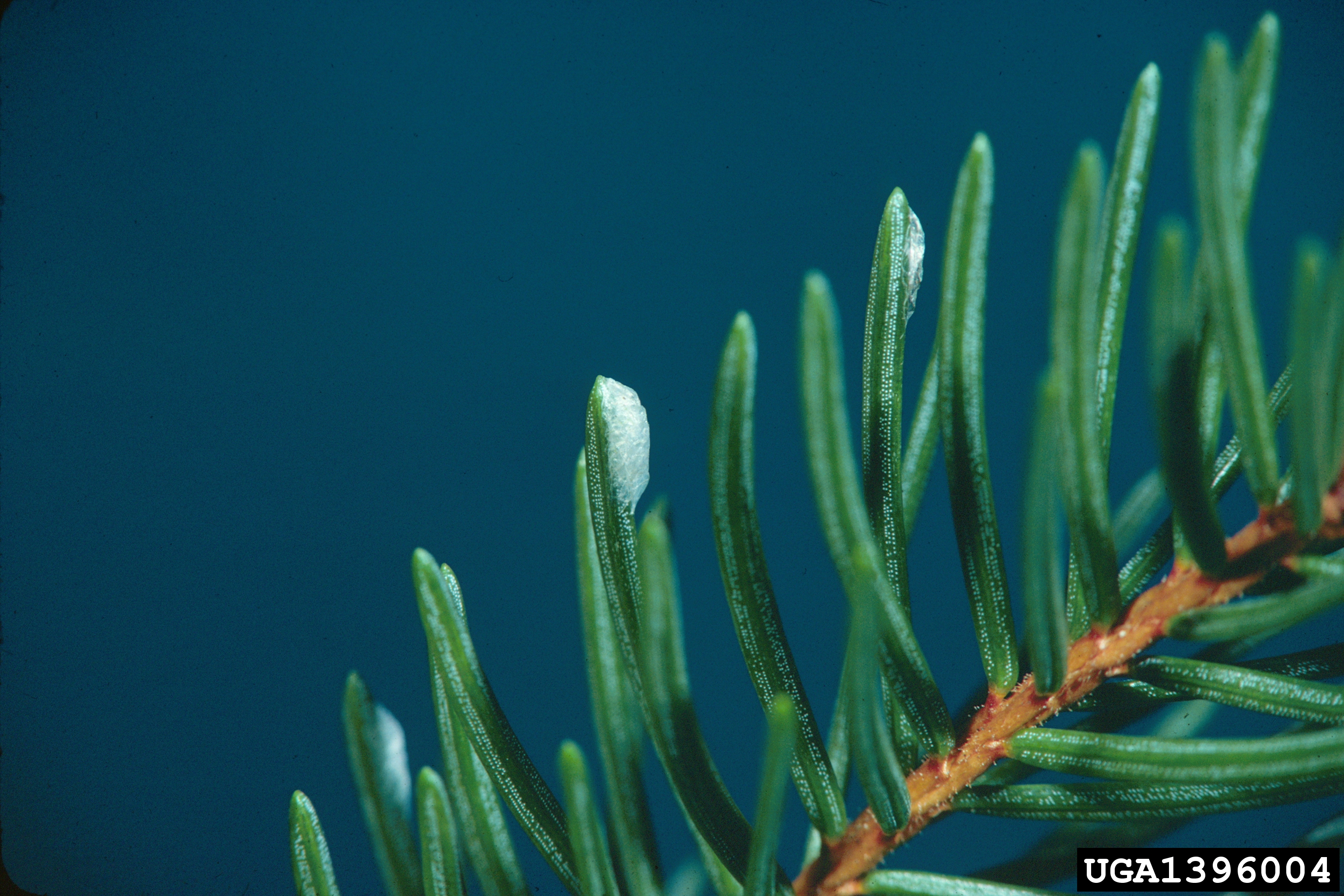
Ovos.

Os ovos são de cor verde-clara e dispostos em várias fileiras sobrepostas dentro de massas na planta hospedeira. Eles eclodem 8 a 12 dias após serem depositados.

#### Lagarta
Após a dispersão, as lagartas de primeiro estágio larval criam hibernáculos [en], preferencialmente dentro de brácteas florais e sob escamas de casca. Elas então mudam para o segundo estágio larval sem se alimentar e invernam como larvas de segundo estágio larval em diapausa. As larvas de segundo estágio larval emergem no início de maio e se dispersam para se alimentar de sementes, cones de pólen, brácteas florais e agulhas em árvores hospedeiras, preferencialmente Abies balsamea. Em junho e julho, as larvas de terceiro a sexto estágios larvais se alimentam de brotos do ano corrente e, após seu esgotamento, de folhagem antiga. Cerca de 90% do consumo alimentar de uma larva ocorre após o sexto estágio larval, período em que causa maior dano às árvores hospedeiras.
As lagartas jovens são de cor creme ao eclodirem. As larvas em estágios larvais finais têm cabeças e escudos protorácicos marrons escuros, com cerca de 3 cm de comprimento quando totalmente desenvolvidas. Seus corpos também são marrons escuros, com manchas claras nas costas.

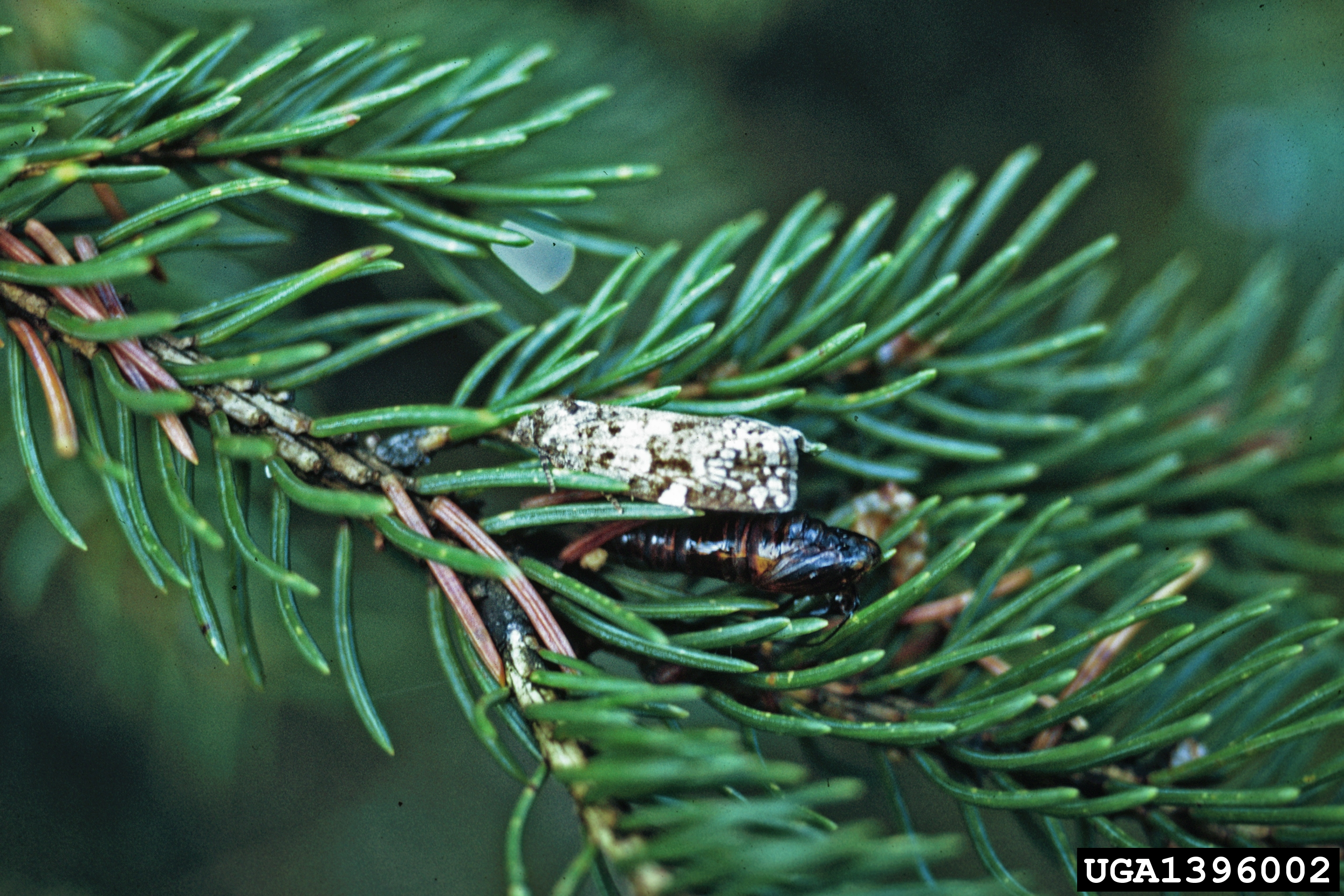
Adulto e pupa.

#### Pupa
As pupas são formadas no início de julho na folhagem das florestas. As pupas de ambos os sexos de C. fumiferana são inicialmente verde-claras, variando posteriormente de preto a marrom-avermelhado. Elas têm aproximadamente 12 a 15 mm de comprimento.

#### Adulto
As mariposas emergem das pupas em 8 a 12 dias, entre meados de junho e agosto. As mariposas adultas de Choristoneura fumiferana são de tamanho médio (15 mm de comprimento) e dicromáticas, exibindo cores cinza e ferrugem. As asas possuem manchas prateadas e uma envergadura de 21 a 30 mm. A atividade máxima ocorre no final da tarde e início da noite. Após emergirem, os adultos acasalam e depositam ovos em julho ou agosto.
A vida da C. fumiferana dura cerca de 2 anos. As pupas duram cerca de 10 dias, e as mariposas adultas vivem aproximadamente 2 semanas. Em um ano, há uma geração de descendentes.

## Migração

### Dispersão local ou regional
Após a eclosão dos ovos, as lagartas de primeiro estágio larval se dispersam do local de colocação de ovos por toda a árvore ou povoamento usando fios de seda. Às vezes, são carregadas pelo vento. No início de maio, as larvas de segundo estágio larval emergem e se dispersam para árvores hospedeiras. A maior parte da mortalidade larval ocorre durante a dispersão no outono e na primavera.
As mariposas são fortes voadoras e se dispersam em êxodo ao entardecer. Podem voar a altitudes superiores a 100 metros antes de se estabelecerem em um novo local, geralmente a 50 a 100 km a favor do vento, mas às vezes até 450 km. Após depositar alguns ovos no primeiro local de dispersão, as fêmeas podem emigrar e depositar ovos em múltiplos locais. Fatores que controlam o voo durante a dispersão incluem condições meteorológicas e temperatura. As mariposas não se dispersam quando a temperatura está abaixo de 14°C ou acima de 30°C. Se a temperatura cair abaixo de 14°C durante o voo, a mariposa fecha as asas e desce do céu.

### Migração de longa distância
A migração de longa distância ocorre com dispersões variando de 20 a 450 km. No norte de Minnesota, as mariposas migram para a costa leste do Lago Superior em Ontário, Canadá, devido a mudanças sazonais. A dispersão é fortemente influenciada pela temperatura, pois baixas temperaturas podem retardar a decolagem e a chegada. Outros fatores incluem direção da dispersão, precipitação, altitude e fluxo de vento. É provável que exôdos em massa de C. fumiferana a longas distâncias resultem de escassez de alimento na área local.

## Predadores

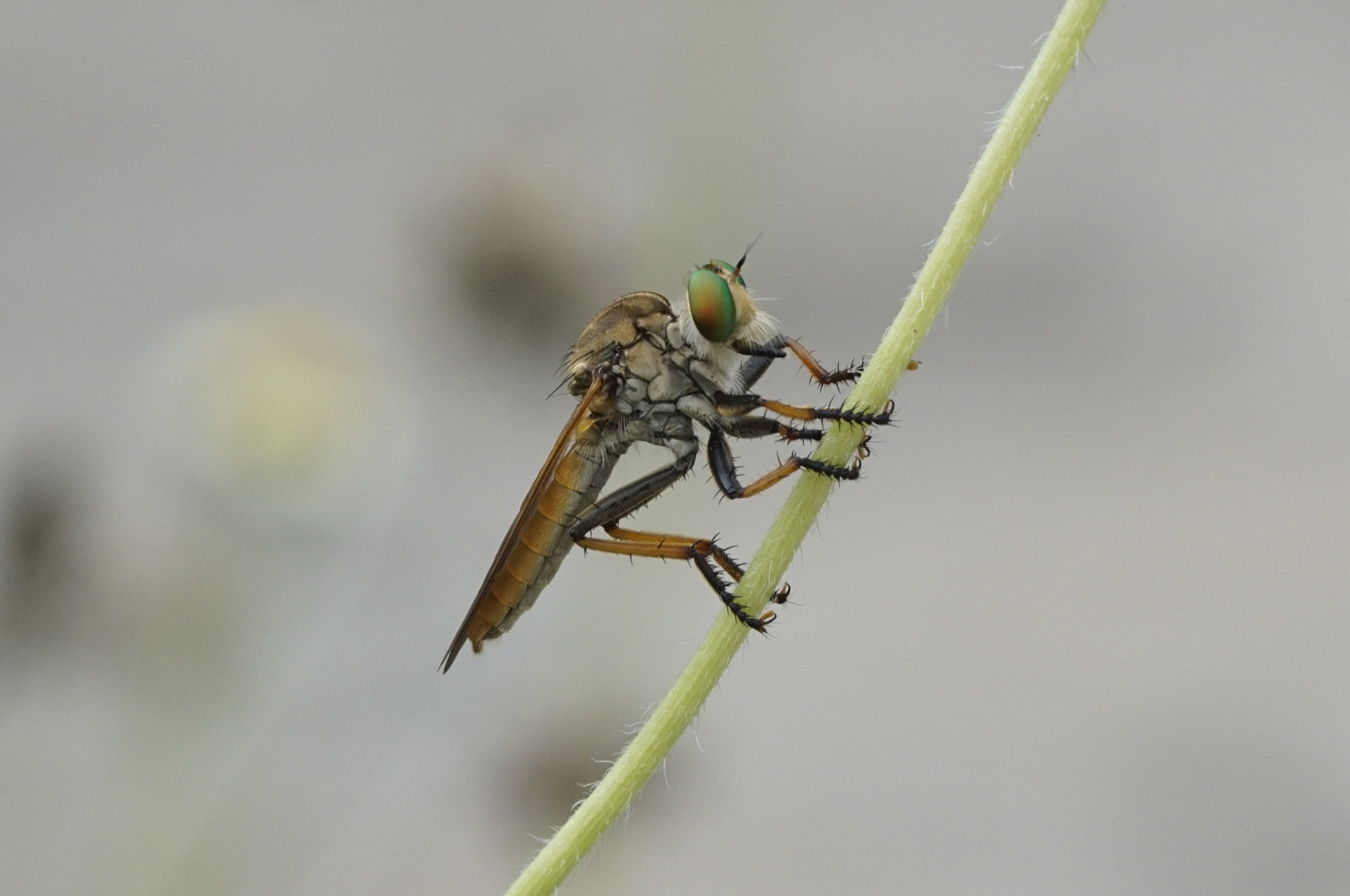
Uma mosca da família en.

As massas de ovos de Choristoneura fumiferana são imóveis e menos vulneráveis à predação do que outros estágios do ciclo. Larvas pequenas estão expostas a predadores durante a dispersão, mas ficam mais seguras ao minerar brotos ou agulhas ou ao invernar em hibernáculos. Larvas grandes escapam ativamente da predação ao se soltarem da folhagem, o que pode atrair outros predadores. Predadores fora das plantas hospedeiras no solo da floresta incluem formigas, aranhas, besouros e pequenos mamíferos. As pupas são vulneráveis, pois as lagartas estão geralmente imóveis nesse estado. As mariposas adultas podem voar para escapar de predadores, mas ficam expostas a várias aves, libélulas e moscas da família Asilidae [en]. Machos e fêmeas de Choristoneura fumiferana enfrentam maior vulnerabilidade durante a cópula.
Aves insetívoras são predadores comuns e importantes, principalmente das larvas e pupas. Exemplos incluem aves das famílias Passeridae e Turdidae. A distribuição das aves muda para refletir a densidade das lagartas nas florestas. Um estudo de 1989 constatou que as maiores populações de larvas e pupas ocorrem em junho e julho, coincidindo com o período em que algumas espécies de aves precisam de mais alimento para seus filhotes. Assim, a predação por aves ajuda a controlar o crescimento das populações de lagartas. Outros predadores importantes incluem vários invertebrados, principalmente aranhas.

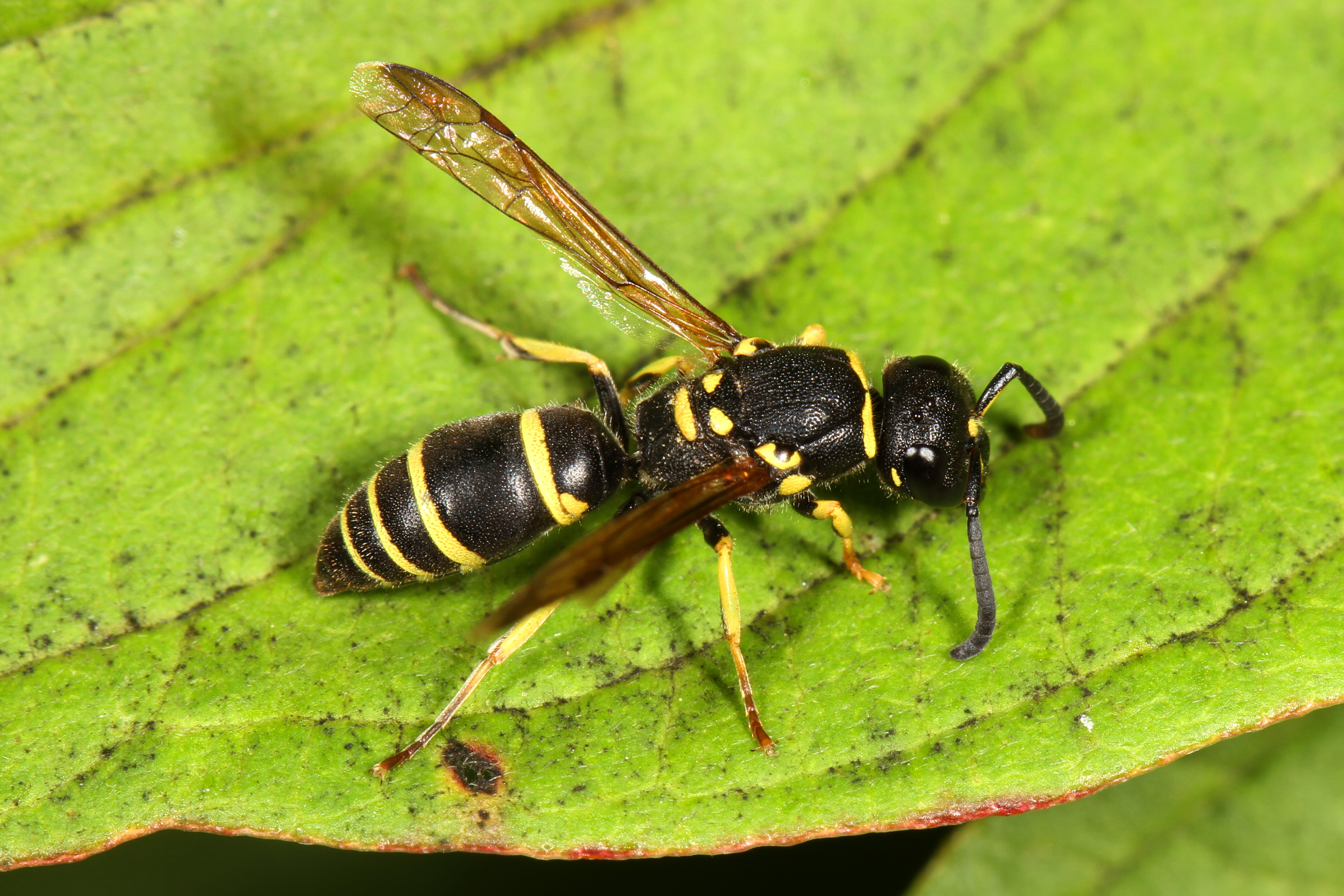
en, uma predadora.

Nas florestas de abeto-pinheiro no Maine, as larvas de Choristoneura fumiferana em estágios finais são predadas por vespas, como A. adiabatus [en] e E. leucomelas. Essa predação é importante para controlar as populações de lagartas em povoamentos florestais.
As larvas são atacadas por parasitoides das ordens Hymenoptera e Diptera, incluindo vespas comuns como Apanteles fumiferanae e Glypta fumiferanae. Larvas de primeiro e segundo estágios larvais são parasitadas no verão. No verão seguinte, quando estão no quarto estágio larval ou superior, as larvas são mortas pelas vespas recém-emergidas. Outras espécies de vespas parasitoides (por exemplo, Meteorus trachynotus) atacam as larvas no terceiro ou quarto estágios larvais, emergindo no sexto estágio larval ou das pupas.
Cerca de 90 parasitoides foram coletados de Choristoneura fumiferana no leste da América do Norte. Em 1996, Henry constatou que o conjunto de parasitoides coletados em plantações isoladas de pinheiros-do-canadá no sul de Ontário diferia do conjunto usual encontrado na floresta boreal.

## Fisiologia

### Termorregulação
O clima e as variações de temperatura influenciam o desenvolvimento larval de Choristoneura fumiferana. Durante os invernos frios, as larvas invernam em seus hibernáculos em verdadeira diapausa até que possam retomar o crescimento na primavera. Quando o clima é quente no final do outono e início da primavera, a lagarta pode metabolizar a uma taxa mais alta, esgotando seus recursos alimentares finitos no hibernáculo. Invernos rigorosos estão associados a declínios populacionais, podendo alcançar 49% de mortalidade, seja devido às temperaturas frias ou ao efeito cumulativo do frio ao longo do tempo. Geadas podem ser fatais para larvas em estágios larvais iniciais. Temperaturas quentes na primavera podem ter múltiplos efeitos: após a emergência, podem aumentar a dispersão, o que eleva a mortalidade, embora isso seja difícil de determinar. É mais provável que favoreçam o desenvolvimento e aumentem a sobrevivência. Em geral, temperaturas frias e úmidas podem ser prejudiciais durante o período larval, enquanto o clima quente e seco no verão é mais favorável.

### Diapausa
Durante a diapausa, as larvas de C. fumiferana apresentam baixa atividade metabólica e crescimento em desenvolvimento estagnado. Após o primeiro estágio larval, elas entram em diapausa e invernam. As lagartas podem invernar duas vezes, entrando em diapausa duas vezes, quando seguem um ciclo de vida de dois anos. Isso pode ocorrer em florestas de Abies balsamea no centro e sul da Colúmbia Britânica e nas Montanhas Rochosas. Observou-se que as larvas encerram a primeira diapausa no verão, desenvolvem-se lentamente até entrarem em diapausa como larvas de quarto estágio larval, emergindo na primavera seguinte e tornando-se adultas no final de julho. Ciclos de vida de dois anos geralmente ocorrem em regiões com temperaturas diárias médias baixas e temporadas sem geadas curtas. Em geral, a diapausa é determinada ambientalmente.

## Surtos
Estudos paleoecológicos sugerem que Choristoneura fumiferana tem causado surtos no leste da América do Norte há milhares de anos.

### Teorias
As populações de C. fumiferana podem aumentar e diminuir rapidamente em curtos períodos. Os surtos ocorrem quando a população aumenta subitamente antes de colapsar novamente. Segundo a hipótese do duplo equilíbrio, popularizada na década de 1970, os surtos periódicos são parte do ciclo natural associado ao amadurecimento de Abies balsamea. Um ponto-chave é que a frequência dos surtos não pode ser prevista. A teoria da catástrofe sustenta que infestações particularmente graves ocorrem a cada 40 a 60 anos, como resultado de um evento de catástrofe de cúspide, em que as populações saltam subitamente de níveis endêmicos para epidêmicos. Outra teoria sugere que os surtos resultam de oscilações populacionais sincronizadas espacialmente, causadas por retroalimentação dependente de densidade retardada (de vários agentes de mortalidade), sincronizadas por um processo de entrainment. Finalmente, a teoria do epicentro descreve um modelo em que os surtos começam em um epicentro e se espalham por dispersão. Esses epicentros causam menos destruição geral e tendem a ocorrer no corredor florestal dos Grandes Lagos-St. Lawrence. A partir desses epicentros, o surto se espalha e se combina com outros epicentros para criar uma epidemia maior.

### Evidências

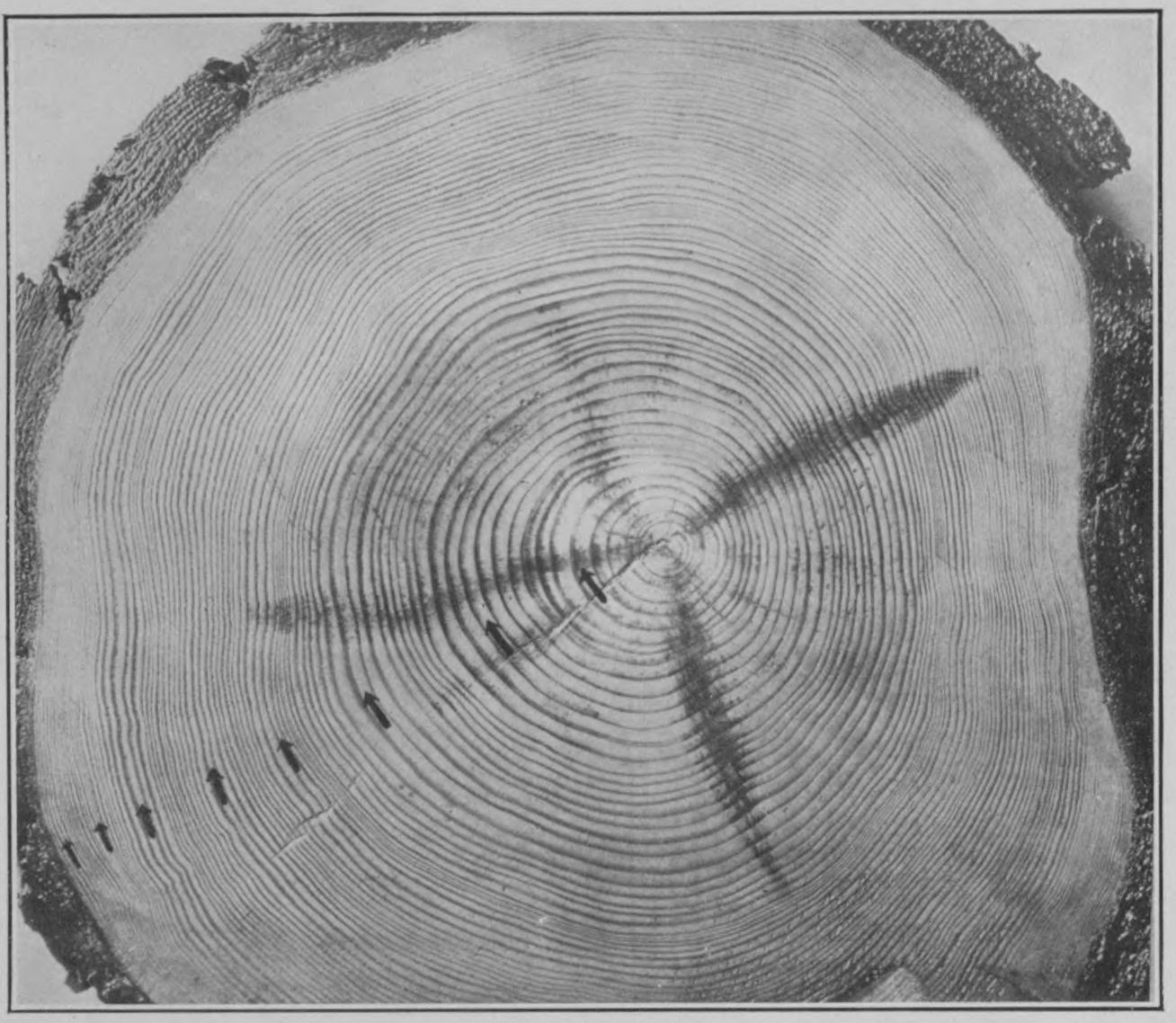
Anéis de árvores de diferentes larguras registram ciclos climáticos e surtos de lagartas.

Abies balsamea pode fornecer evidências de surtos por meio de dados de crescimento radial, mas geralmente não é útil para surtos ocorridos há mais de 75 anos.
O pinheiro-do-canadá é particularmente útil para fornecer evidências de surtos passados por meio de dados de crescimento radial, oferecendo registros excelentes de até 200, às vezes 300 anos. Embora o pinheiro-do-canadá seja mais resistente ao ataque da lagarta do que Abies balsamea, a defoliação intensa pode ocorrer durante surtos severos, resultando em redução do crescimento radial. Em surtos menores, o crescimento radial é moderadamente reduzido, o que muitas vezes dificulta distinguir se é causado por flutuações aleatórias ou climáticas. Comparações entre o crescimento radial em árvores hospedeiras e não hospedeiras (especialmente pinheiros-brancos e vermelhos) são usadas para detectar o efeito da lagarta.

### Ocorrências
Os surtos de Choristoneura fumiferana geralmente aparecem primeiro em áreas localizadas antes de se espalharem para territórios imensos. Explosões populacionais podem ser surpreendentemente rápidas. Por exemplo, na área do Lago Kedgwick, em Quebec, amostragens de ovos no verão de 1959 indicavam que as populações de lagartas seriam baixas em 1960, mas uma população muito maior se desenvolveu devido a condições climáticas e alimentares favoráveis. Essas situações não são frequentes, mas é comum que populações de larvas sejam disseminadas por dispersão pelo vento. Climas desfavoráveis na primavera podem influenciar fortemente o desenvolvimento da lagarta e da hospedeira.
Surtos massivos ocorrem irregularmente em toda a distribuição, mas as populações dessa lagarta podem permanecer em níveis endêmicos por longos períodos. Em 1943, um surto contínuo em Ontário e oeste de Quebec causou alta mortalidade, particularmente em povoamentos de Abies balsamea. Estima-se que metade dos 25 milhões de cordas (90.615.000 m³) de Abies balsamea existentes em 1931 morreram ou foram danificados irrecuperavelmente. Milhões de cordas de pinheiro-do-canadá também provavelmente morreram. Atwood observou maior dificuldade de exploração madeireira em povoamentos afetados e aumento do risco de incêndios.
Em vez de afetar toda a área sujeita à infestação, alguns surtos passados ocorreram em regiões distintas. Por exemplo, nas regiões do baixo St. Lawrence e Gaspé, estudos de crescimento radial de Abies balsamea e pinheiros-do-canadá confirmaram surtos conhecidos em 1878 e 1912 no baixo St. Lawrence. A área de Gaspé parecia ter escapado desses surtos, mas Blais descobriu que o surto de 1912 cobriu mais de 2 milhões de hectares nessa região. Dentro das regiões afetadas, as epidemias não se repetiram regularmente. Em 1965, Blais obteve mais evidências do crescimento radial em discos basais de Abies balsamea, pinheiros-do-canadá e Picea mariana (espécies suscetíveis) e pinheiros-brancos não suscetíveis no Parque Laurentide, Quebec. Ele concluiu que os surtos ocorreram em 1704, 1748, 1808, 1834, 1910 e 1947. Surtos mais recentes pareceram mais severos do que os anteriores, possivelmente devido ao aumento de Abies balsamea altamente suscetíveis e à diminuição de pinheiros-do-canadá menos suscetíveis após operações de colheita.
Turner encontrou evidências de um ataque de lagartas na região do Lago Nipigon, em Ontário, coincidindo com o surto de 1704 no Parque Laurentide, Quebec. Isso foi baseado no padrão de crescimento radial de uma única árvore de pinheiro-do-canadá de 300 anos, que mostrou um padrão característico de supressão por lagartas começando em 1702 e durando 10 anos. Buscas intensivas não encontraram outros pinheiros-do-canadá de idade semelhante.

## Interações com humanos

### Praga florestal
Choristoneura fumiferana é considerada "o inseto florestal mais destrutivo da América do Norte". Epidemias massivas de lagartas eclodem periodicamente em florestas de abeto-pinheiro no norte e leste do Canadá. As populações variam em densidade em várias ordens de magnitude, com registros na floresta boreal variando de menos de 0,01 a mais de 100 larvas por ponta de galho de 45 cm. O dano às árvores começa antes mesmo de os gomos brotarem. Larvas em estágios larvais iniciais mineram e matam esses gomos. Larvas em estágios larvais finais são vorazes, cortando agulhas na base. Em infestações severas, a folhagem antiga também é consumida. Perda de incremento, deformação de árvores e mortalidade ocorrem após vários anos de infestação intensa.
A defoliação reduz a capacidade fotossintética das árvores, limitando o crescimento. Em coníferas, a redução no crescimento radial geralmente não coincide com o primeiro ano de defoliação. Por exemplo, a largura dos anéis de pinheiro-do-canadá mostrou crescimento reduzido em todo o tronco a partir do ano seguinte à defoliação por Gilpinia hercyniae [en]. Um estudo preliminar mostrou que, nos primeiros 3 ou 4 anos, a defoliação severa repetida de pinheiro-do-canadá por C. fumiferana não se refletiu em crescimento radial reduzido. No entanto, na infestação de Lac Seul [en], no noroeste de Ontário, a supressão aparente do crescimento radial em pinheiros-do-canadá ocorreu no segundo e terceiro anos de defoliação severa.

### Controle

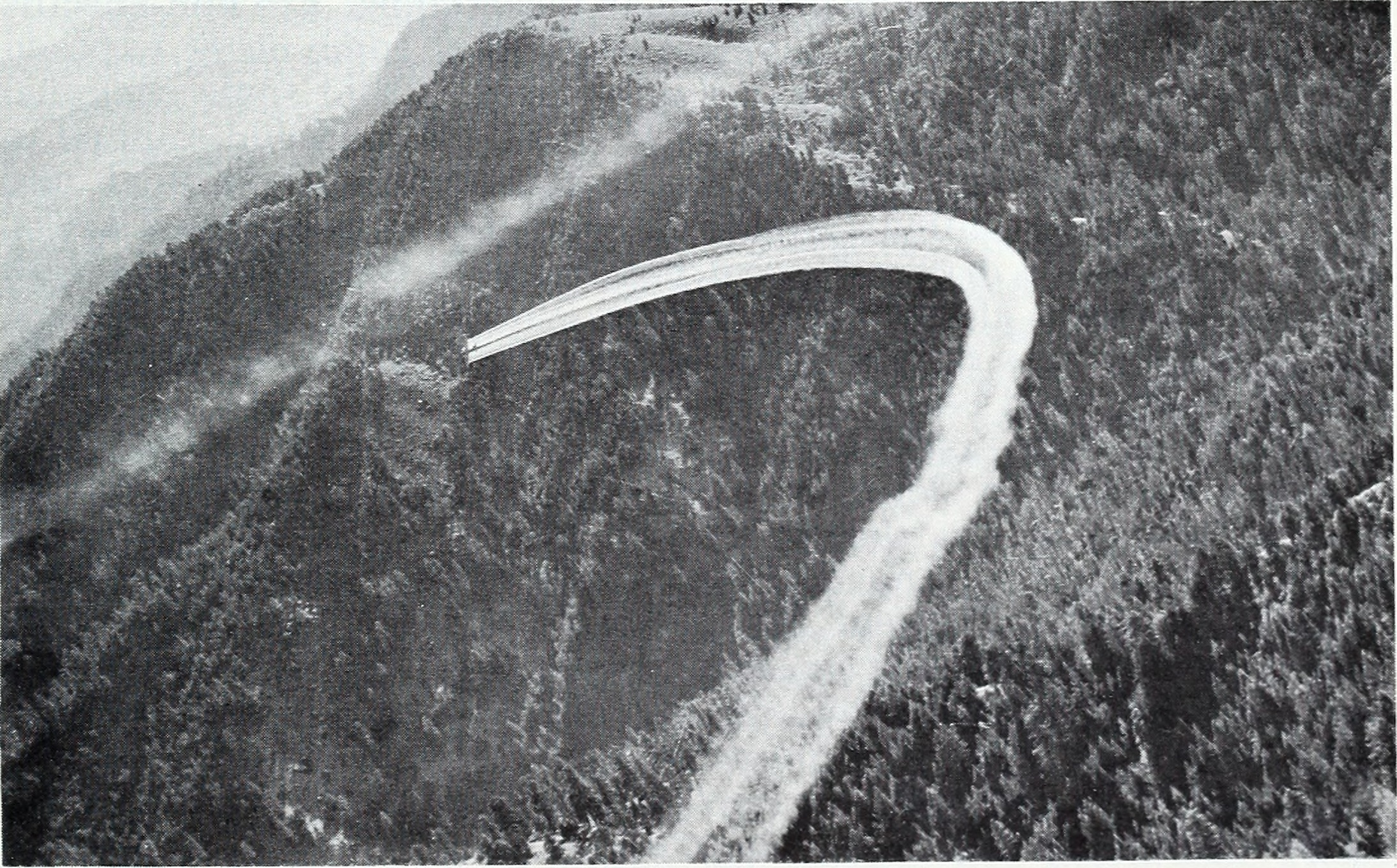
Avião pulverizando pesticida para controlar populações de Choristoneura fumiferana.

O manejo de Choristoneura fumiferana é frequentemente realizado devido à incompatibilidade dos surtos com alguns usos humanos da floresta. O manejo ocorre por meio de manipulação do ambiente, determinada por práticas culturais, ou pela introdução de um agente regulador, como um predador ou um inseticida. Em surtos massivos, o uso de inseticidas é um método primário de proteção das árvores.

#### Pesticidas
Em Novo Brunswick, mais de 3.600.000 hectares foram pulverizados pelo menos uma vez entre 1952 e 1967. A maioria das florestas pulverizadas ainda estava em "boas condições" em 1968. Embora houvesse árvores mortas espalhadas pela região, em nenhum caso a mortalidade destruiu uma unidade operacional importante ou interrompeu um plano de manejo de longo prazo. Em contraste, a mortalidade excedeu 65% em duas áreas de controle não pulverizadas, cada uma com 155 km². Se o programa de pulverização não tivesse sido realizado, estima-se que a produção florestal no centro de Novo Brunswick teria sido reduzida a 20% de sua produção normal.

#### Controle biológico
Os controles químicos são controversos, pois oferecem proteção de curto prazo e exigem múltiplas aplicações. Como resultado, pesquisas têm sido feitas sobre controles biológicos alternativos usando predadores naturais. Um estudo de 1989 constatou que aves florestais não controlam efetivamente os danos causados pelas lagartas durante surtos, pois suas necessidades alimentares são excedidas. No entanto, as aves são importantes para controlar as lagartas e reduzir os danos causados pela defoliação quando as populações estão abaixo dos níveis de surto.
Liberações inundativas de Trichogramma minutum Ril., uma espécie de vespa parasitoide, também foram investigadas para controle biológico de Choristoneura fumiferana. Os níveis de parasitismo de ovos foram fortemente afetados por fatores como tempo de liberação, densidade de parasitas e clima local. Outros fatores menos significativos incluíram o suprimento alimentar das fêmeas parasitas adultas, elevação da massa de ovos hospedeira, densidade do hospedeiro e intensidade da radiação solar. Temperatura e diferenças nos ovos hospedeiros também influenciaram as características biológicas dos parasitas criados, o que poderia afetar o sucesso das liberações em campo. Devido à alta variação individual dentro de cada linhagem, as condições de criação foram consideradas mais importantes do que o tipo de linhagem geográfica de T. minutum utilizada. A espécie de árvore na qual as massas de ovos foram depositadas não influenciou o nível de parasitismo.

#### Armadilhas de feromônios
Armadilhas de feromônios podem ser usadas para monitorar populações de C. fumiferana em florestas, a fim de prever surtos. Essas armadilhas liberam um feromônio sintetizado que atrai machos, embora anteriormente usassem fêmeas virgens como isca. Esse método de controle tem sido utilizado por mais de 20 anos em algumas florestas do Canadá.